# 경상의 원칙
경상의 원칙(鏡像의 原則, 反射像의 原則, Mirror image rule)은 보통법(common law)내 계약법 원칙으로, 상대방의 승낙(acceptance)의 내용이 청약(offer)의 내용과 조금이라도(even in an immaterial way) 다른 경우 이는 상대방에 의한 재청약(counter-offer) 또는 조건부 승낙(qualified acceptance)이 되고 유효한 승낙이 되는 것은 아니라는 원칙이다.'완전의 원칙'혹은 '완전일치의 원칙'이라고도 한다.

## 관련 문헌
- 곽근재, 무역학개론, 박영사(양영각), 2004. (ISBN 89-10-20470-2)
- 오원석, 국제물품매매법, 박영사(양영각), 2004. (ISBN 89-10-51255-5)